# Odontopera ochracea
Odontopera ochracea là một loài bướm đêm trong họ Geometridae.